# Malaga
Pour les articles homonymes, voir Malaga (homonymie).
Malaga (en espagnol : Málaga) est une ville espagnole, capitale de la province de Malaga faisant partie de la Communauté autonome d'Andalousie. Malaga est située à l'extrémité ouest de la mer Méditerranée et dans le sud de la péninsule Ibérique, à environ 100 kilomètres à l'est du détroit de Gibraltar et à 200 km de Séville, capitale andalouse.
Située au centre d'une baie entourée de chaînes de montagnes, la ville dispose d'un territoire municipal de 394,9 km2. On y trouve deux rivières, le Guadalhorce et la Guadalmedina.
Avec 580 000 habitants selon le recensement de 2020, Malaga est la sixième ville d'Espagne, la deuxième d'Andalousie et la 46e en Europe. En comptant sa zone urbaine et sa périphérie, la ville compte quasiment un million d'habitants.
Malaga fut fondée par les Phéniciens au VIIIe siècle av. J.-C., ce qui en fait l'une des plus anciennes villes d'Europe. Au XIXe siècle, la ville a connu une activité notable sur les plans industriel et révolutionnaire qui en a fait la première ville industrielle d'Espagne, et lui a valu les titres « Toujours intrépide » et « La première dans le danger de la liberté ». La ville a subi la première étape des épisodes les plus sanglants de la guerre civile espagnole et l'explosion du tourisme dans les années 1970, qui s'est prolongé, suscitant au XXIe siècle la volonté de réfléchir à des solutions de tourisme durable déjà testées dans d'autres lieux touristiques d'Espagne.
Au XXIe siècle, Malaga est un important centre économique et culturel, et un nœud de communication important sur la côte méditerranéenne.

## Toponymie
Bien qu'on indique souvent comme étymologie de Malaga le mot phénicien pour le sel (cf. hébreu מֶלַח melaḥ, arabe ملح milḥ), le consonantisme différent avec ḥ rend cette théorie peu probable.
Linguistiquement, la théorie la plus acceptée est celle d'une forme de la racine sémitique * m-l-k « roi, régner », ce qui est peut-être une indication de la présence à Malaga d'un temple dédié à une déesse, probablement Astarté appelée « reine des cieux » dans la mythologie sémitique. Au XVIIe siècle, l'historien Martín de Roa indiquait déjà que le nom Malaca venait de l'hébreu malacha « reine », se basant sur la citation de Strabon qui considérait la ville comme « princesse parmi les autres de cette côte », et utilisant aussi l'argument philologique qu'en arabe le nom de la ville avait cette même signification.
Une autre origine sémitique, phénicienne aussi, est avancée : malaka (« refuge, abri ») qui, par l’arabe, se retrouverait dans Malacca en Malaisie.
Il existe une forme ancienne en français Malague dont la trace subsiste aujourd'hui dans le gentilé : Malaguène.

## Géographie

### Situation
Située dans la plaine côtière de la Costa del Sol, à l’embouchure du Guadalmedina, cette vaste agglomération toute blanche est dominée par le Gibralfaro, la « colline du phare », couronné de murailles du XIVe siècle. La situation de Malaga, face à la côte marocaine et au débouché des voies terrestres descendant des hautes terres de Grenade et du Guadalquivir, en a fait la principale ville du littoral méditerranéen de l’Andalousie.

### Climat
Malaga possède un climat méditerranéen avec une température moyenne annuelle de 18.5 degrés. L'hiver est doux et humide. La température ne baisse jamais au-dessous de 0 °C. L'été est chaud et nettement sec, les journées sont les plus ensoleillées de l'année et la pluie est rare à inexistante en été.
La ville reçoit seulement entre 500 mm et 600 mm de pluie annuellement, et ne compte que 59 jours de pluie par an. Novembre, décembre et janvier sont les mois les plus pluvieux ; c'est en novembre qu'il pleut le plus tandis que décembre et janvier ont le plus grand nombre de jours de pluie, huit. À l'opposé, juillet et août ont en moyenne un seul jour de pluie.
| Mois          | jan. | fév. | mars | avril | mai  | juin | jui. | août | sep. | oct. | nov. | déc. | année |
| ------------- | ---- | ---- | ---- | ----- | ---- | ---- | ---- | ---- | ---- | ---- | ---- | ---- | ----- |
| T. min. moy.  | 7,3  | 7,9  | 9    | 10,4  | 13,4 | 17,1 | 19,7 | 20,5 | 18,2 | 14,3 | 10,8 | 8,4  | 13    |
| T. moy. (°C)  | 12   | 12,8 | 14,1 | 15,6  | 18,7 | 22,2 | 24,8 | 25,4 | 23,1 | 19   | 15,4 | 12,9 | 18    |
| T. max. moy.  | 16,6 | 17,7 | 19,1 | 21    | 23,8 | 27,3 | 29,9 | 30,3 | 27,9 | 23,7 | 20   | 17,4 | 23    |
| Préc. (mm)    | 81   | 55   | 49   | 41    | 25   | 12   | 2    | 6    | 16   | 56   | 95   | 88   | 526   |
| J. avec préc. | 8    | 6    | 6    | 7     | 5    | 2    | 1    | 1    | 2    | 6    | 7    | 8    |       |

## Histoire

### Fondation
Malaga fut fondée par les Phéniciens au VIIIe siècle av. J.-C. sous le nom de Malakka au pied de la colline du Gibralfaro.
En 573 av. J.-C., la ville passe sous le contrôle des Carthaginois et le reste jusqu'en -219 où elle devient romaine à la suite des guerres puniques. La ville se développe, notamment grâce à son port. Sous Auguste, premier empereur romain, elle se dote d'un théâtre. La ville est connue pour ses exportations de garum vers Rome.
Avec la décadence de Rome, Malaca est prise par les Vandales du roi Gondéric (vers 411 apr. J.-C.), puis par les Wisigoths du roi Wallia (vers 416).
Au VIe siècle, la ville est reconquise par l'empereur byzantin Justinien, vainqueur du roi wisigoth Agila Ier (551), puis reprise par les Wisigoths du roi Sisebut en 615.

### La conquête de Malaga par les Musulmans

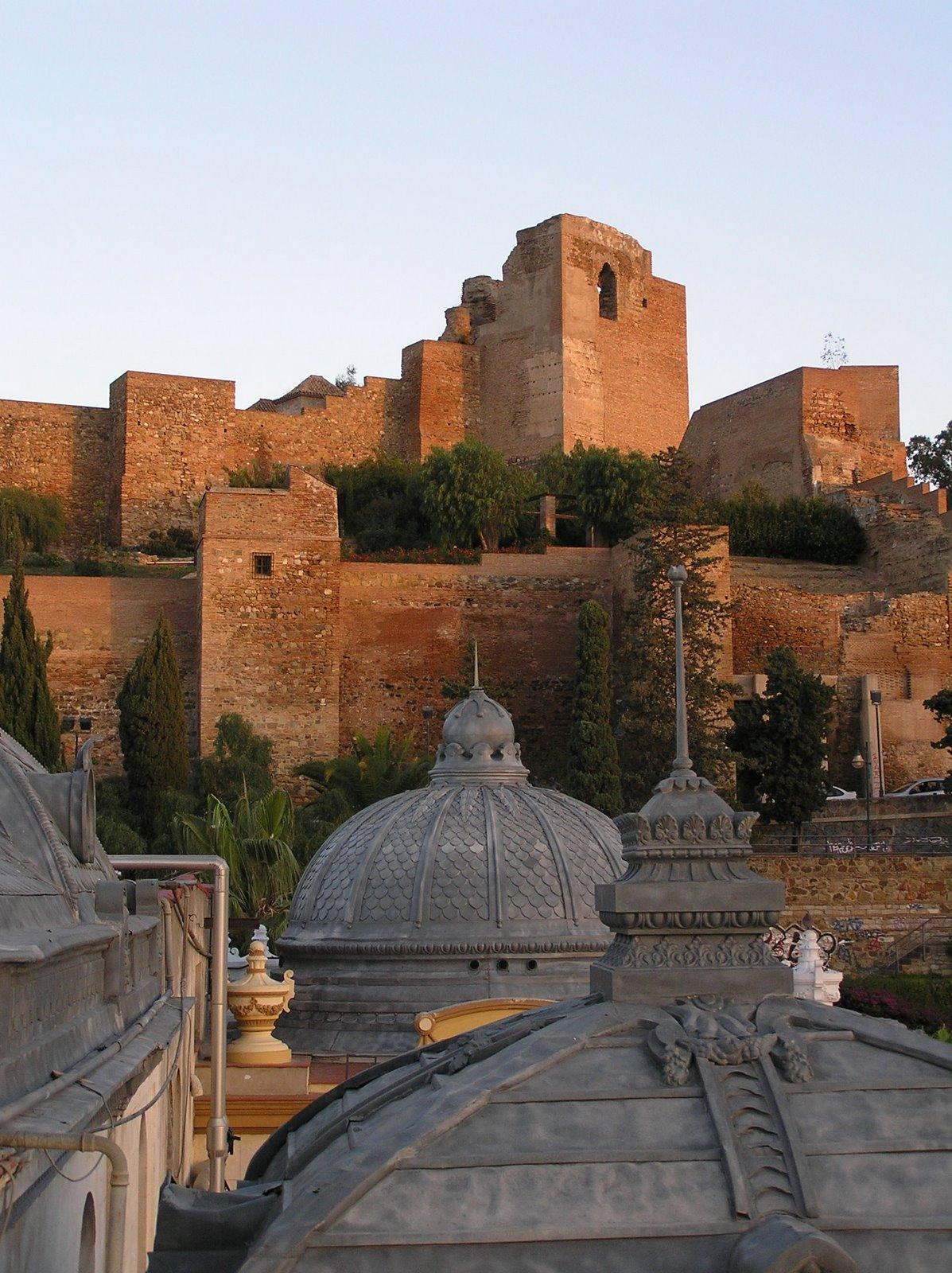
L'Alcazaba.

Prise une première fois en 716 par les Musulmans, la ville est définitivement conquise en 743 et annexée à l'Émirat de Cordoue en 755
(en arabe : مالقة Mālaqah).
En 858, Malaga est pillée par le chef viking Hasting.
La période islamique favorise le développement de la ville et de ses campagnes, grâce à l'amélioration de l'irrigation ébauchée par les Romains. Les forteresses de l'Alcazaba (à partir du XIe siècle) et du Gibralfaro (XIVe siècle) sont construites.

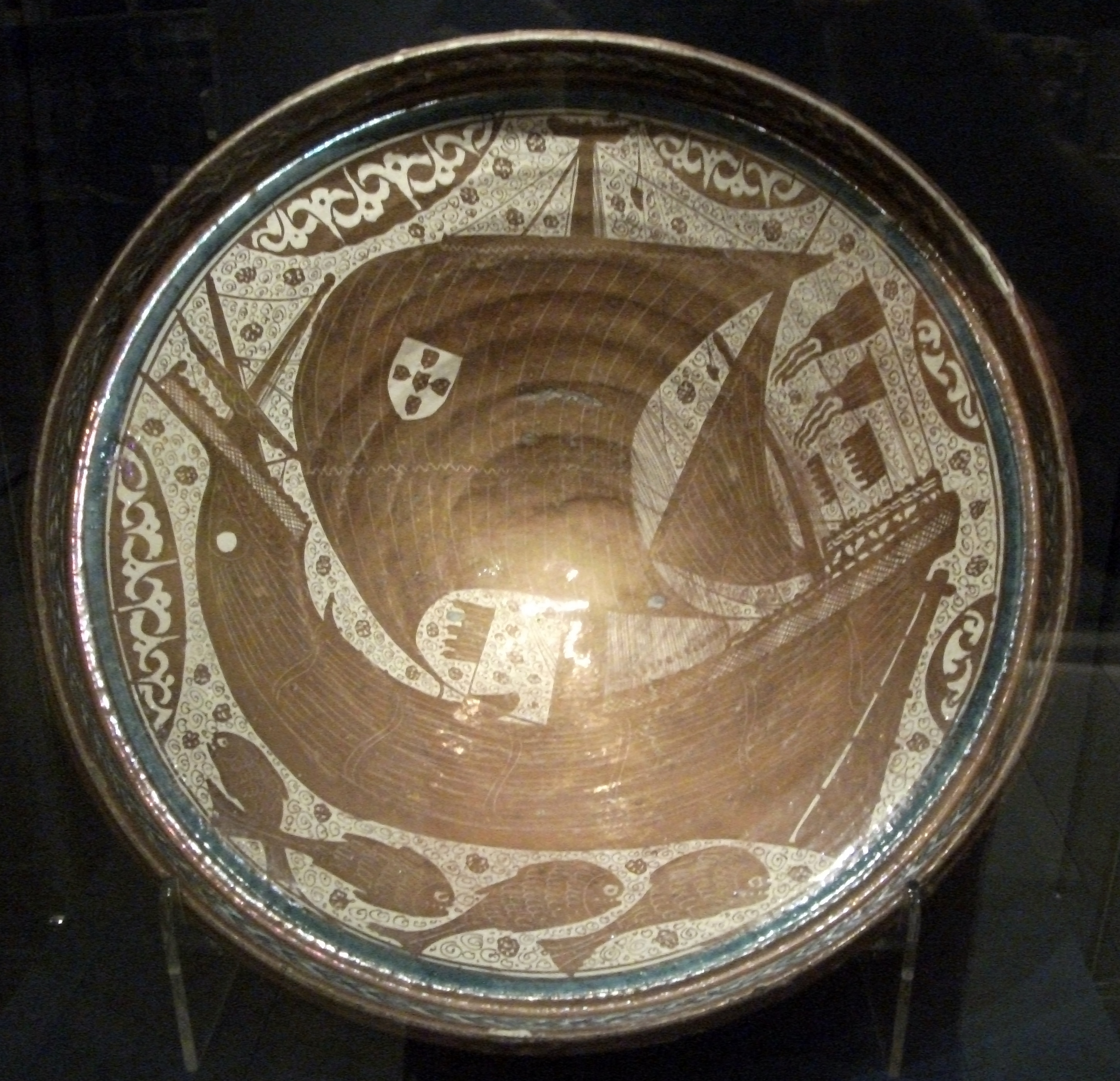
Plat fabriqué à Malaga, destiné au marché chrétien, sur lequel est représentée une caravelle portugaise.

La ville traverse les troubles politiques en renforçant sa puissance grâce à son port, son chantier naval, les Atarazanas. Les Génois installent un comptoir dans la ville qui devient, avec le renouveau des liaisons entre la mer Méditerranée et le Nord de l'Europe, une étape importante des lignes de commerce. La ville est réputée pour sa production de céramique d'un style spécifique, largement exporté vers les royaumes chrétiens. Il fut plus tard imité à Valence.

### LaReconquistaet l'incorporation à l'Espagne
La ville est reconquise par les Chrétiens le 19 août 1487, après de durs combats. Le Royaume de Grenade perd son principal débouché maritime et tombera cinq ans plus tard.
La province est peuplée par des Castillans et des Bas Andalous. Les rois participent au développement de la cité, qui stagne cependant jusqu'au XVIIIe siècle et souffre d'inondations, de guerres et d'épidémies.

### Malaga de 1800 à aujourd'hui
La ville est occupée par les troupes napoléoniennes de janvier 1810 à août 1812 ; son gouverneur était le général Jean-Baptiste Breton, dit Berton. Par la suite, Malaga devient la ville pionnière de la révolution industrielle en Espagne (ensuite dépassée par Barcelone), spécialisée notamment dans la sidérurgie. Le chemin de fer de Cordoue atteint la ville en 1865.
Comme dans l'ensemble de l'Espagne, les troubles sont nombreux au XIXe siècle, ce qui n'empêche pas la ville de jouir d'une certaine prospérité grâce à ses activités industrielles et à l'exportation des produits agricoles (huile, vin et raisins secs principalement).
Le premier député communiste d'Espagne est élu à Malaga en 1933. En 1937, Franco et les troupes nationalistes prennent la ville.
La crise des années 1940 cède la place à l'émigration dans les années 1950, puis au développement économique grâce au tourisme à partir de 1960. L'université est créée en 1972.

## Politique et administration

### Conseil municipal
Le Conseil municipal de Malaga (en espagnol : Pleno del Ayuntamiento) se compose de 31 élus.
Depuis les premières élections municipales démocratiques de 1979, la ville a été un fief du Parti socialiste ouvrier espagnol jusqu'en 1995, après quoi elle est devenue un bastion du Parti populaire.

Conseil municipal de Malaga en 2023-2027.

| Parti | Parti                                    | Élus    |
| ----- | ---------------------------------------- | ------- |
|       | Parti populaire (PP)                     | 17 / 31 |
|       | Parti socialiste ouvrier espagnol (PSOE) | 10 / 31 |
|       | Vox (Vox)                                | 2 / 31  |
|       | Pour l'Andalousie (PorA)                 | 2 / 31  |

### Maires
| Mandat    | Maire | Maire                                    | Parti | Majorité |
| --------- | ----- | ---------------------------------------- | ----- | -------- |
| 1979-1983 |       | Pedro Aparicio Sánchez (es)              | PSOE  | 11 / 29  |
| 1983-1987 |       | Pedro Aparicio Sánchez (es)              | PSOE  | 21 / 31  |
| 1987-1991 |       | Pedro Aparicio Sánchez (es)              | PSOE  | 17 / 31  |
| 1991-1995 |       | Pedro Aparicio Sánchez (es)              | PSOE  | 17 / 31  |
| 1995-1999 |       | Celia Villalobos                         | PP    | 15 / 31  |
| 1999-2003 |       | Celia Villalobos Paco de la Torre (2000) | PP    | 19 / 31  |
| 2003-2007 |       | Paco de la Torre                         | PP    | 17 / 31  |
| 2007-2011 |       | Paco de la Torre                         | PP    | 17 / 31  |
| 2011-2015 |       | Paco de la Torre                         | PP    | 19 / 31  |
| 2015-2019 |       | Paco de la Torre                         | PP    | 13 / 31  |
| 2019-2023 |       | Paco de la Torre                         | PP    | 14 / 31  |
| 2023-2027 |       | Paco de la Torre                         | PP    | 17 / 31  |

## Économie
Malaga entra dans le XXe siècle avec un notable déclin économique qui s’accentua jusqu’à ce que, dans les années 1960, le tourisme international découvre la côte de Malaga et s’y établisse pour en faire une référence touristique mondiale.
La ville a subi des changements importants depuis les années 1970, en raison de son développement économique, concentré sur la frange littorale. La prépondérance du secteur des services, le haut pourcentage de construction et la faible industrialisation ont constitué les grands traits caractéristiques de ce développement. La pêche conserve toutefois une importance relative au sein de l’économie locale, au même titre que l'agriculture (vin et industrie agroalimentaire). Les secteurs de l’hôtellerie, du commerce, des transports et de la communication sont aujourd’hui ceux qui connaissent un développement régulier dans la région qui tend à devenir une des plus touristiques de la Méditerranée. Le port de Malaga a une importante activité de pêche, de commerce et de transport.
En 2023, environ 20 % des habitants sont au chômage et les salaires ne représentent que 80 % de la moyenne espagnole.

### Tourisme

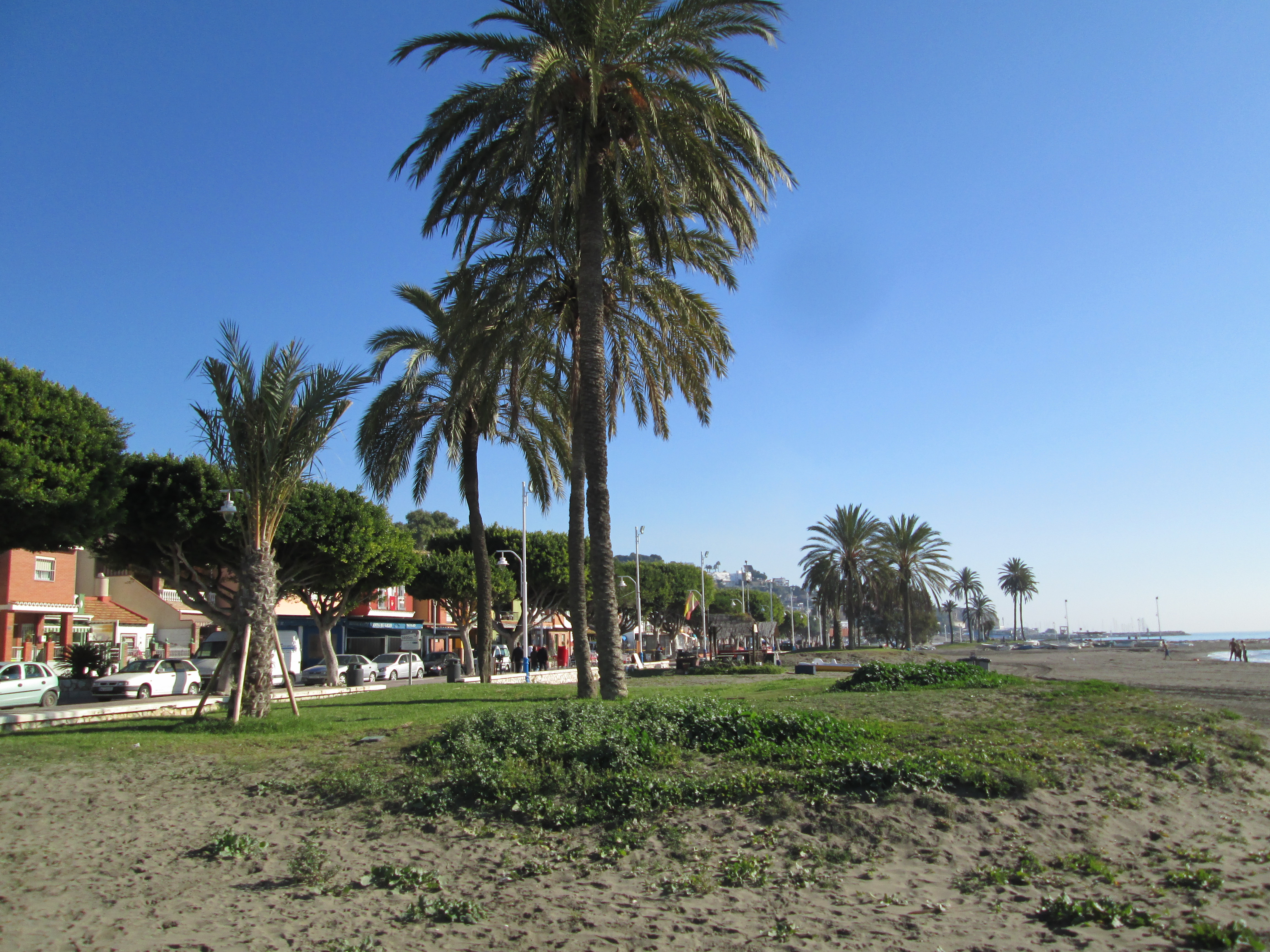
La plage de El Palo.

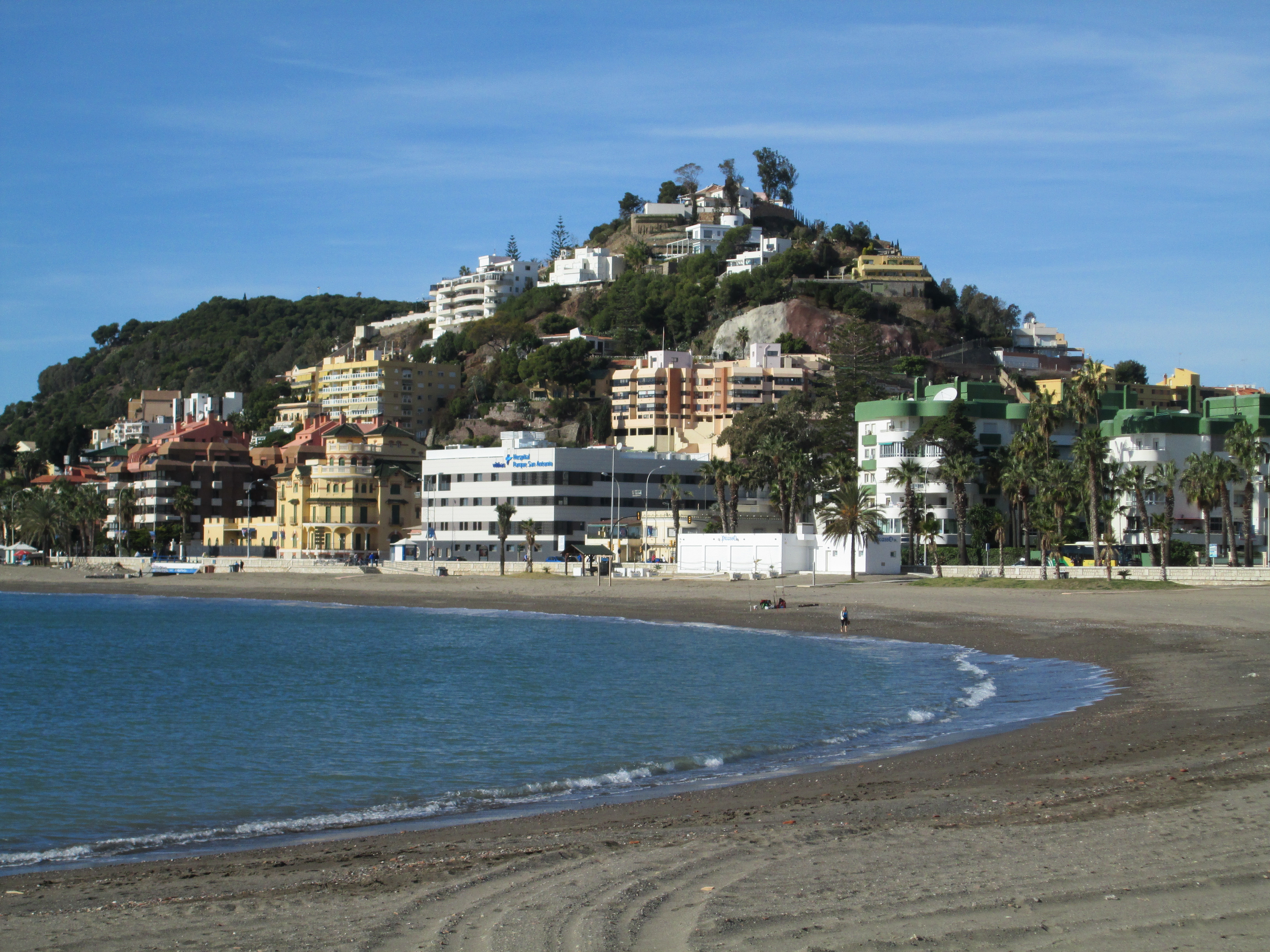
La plage de La Caleta.

Le secteur hôtelier de la province de Malaga compte plus de 1 300 établissements au total et accueille près de la moitié du tourisme de la communauté autonome d'Andalousie.
La province de Malaga compte plusieurs parcs d’attractions aquatiques et de loisirs tels que le Selwo Aventura à Estepona, où les animaux vivent en semi-liberté, le parc Selwo Marina, le parc Telecabina ou encore le Tivoli World, tous trois à Benalmádena. Fuengirola accueille un parc zoologique. La province compte aussi des parcs à thème comme le Crocodiles Park de Torremolinos ou le Lobo Park.
Cinq restaurants de la province sont cités au guide français Michelin : Café de París (Malaga), Tragabuches (Ronda), ainsi qu'El Lago, Skina et Calima à Marbella.
La Costa del Sol compte aussi onze ports de plaisance, ce qui place la province de Malaga à la tête de l'Andalousie en ce qui concerne ce type d’installations. Les ports les plus grands sont ceux de Puerto Banús à Marbella et de Puerto Marina à Benalmádena, qui accueillent aussi différentes zones de loisirs qui favorisent une importante activité nocturne et commerciale.
Sur la Costa del Sol, également connue sous le nom de Costa del Golf en raison des nombreux terrains de golf de la province (plus de 70 installations au total), la commune de Marbella est celle qui dispose du plus grand nombre de parcours après Mijas.

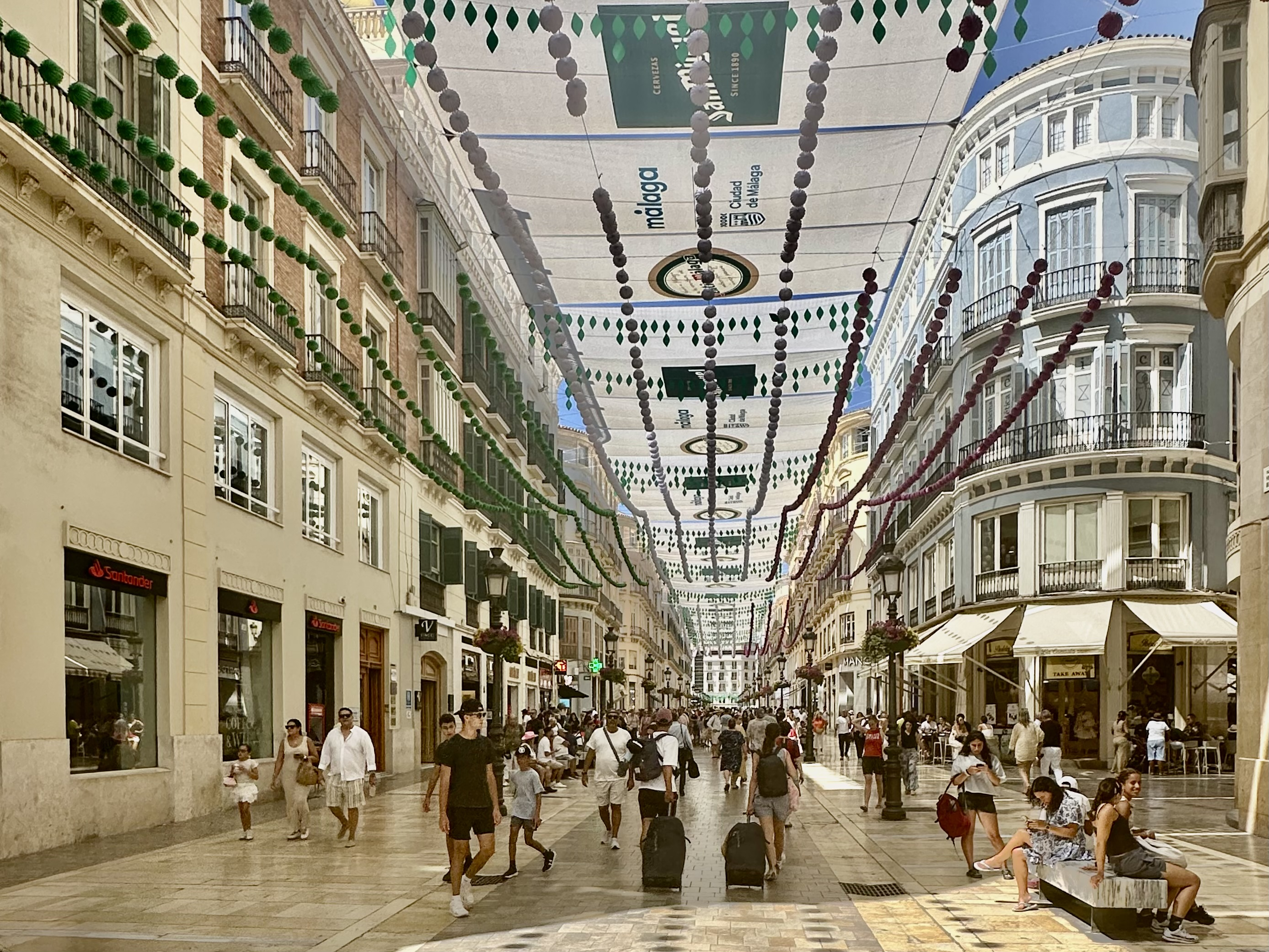
Calle Larios durant la Feria en août 2025.

De nombreuses festivités sont organisées dans la province tout au long de l’année, parmi lesquelles la Semaine sainte et la Feria de Malaga qui rassemble plus de cinq millions de personnes.
La capitale malaguène comprend plusieurs musées, tels que le musée Picasso de Malaga, le musée d’art précolombien de Benalmádena, celui de la gravure espagnole de Marbella ou le musée municipal d’Antequera. Les derniers courants d’arts plastiques peuvent être admirés au centre d’art contemporain (CAC Malaga) à Malaga capitale. Le musée Carmen Thyssen Bornemisza accueille la collection de la baronne. Ce musée, situé au palais de Villalón (bâtiment du XVIe siècle en plein quartier historique de Malaga), a ouvert ses portes au public le 24 mars 2011. Le Centre Pompidou Málaga est ouvert depuis le 28 mars 2015.
Une des attractions les plus populaires actuellement[Quand ?] est la grotte de Nerja. Elle est considérée comme un bien d’intérêt culturel. L'ensemble s'étend sur près de 140 000 m2.
Le classement des endroits où ne pas aller, pour les préserver,,  publié par le guide américain Fodor's, créé en 1949 à Paris par l'écrivain d'origine hongroise Eugene Fodor, mentionne explicitement Malaga dans un groupe de villes, États et lieux à éviter. Des mouvements anti-touristes se multiplient à Malaga comme aux Canaries, à Barcelone, Saint-Sébastien ou encore Séville, pour dénoncer la pression immobilière et les nuisances sonores et environnementales.

### Gentrification
Malaga s'est significativement transformée sous sa gestion en une vingtaine d'années en raison de grands investissements du Fonds européen de développement régional et de la politique du maire Francisco de la Torre Prados visant à attirer touristes et grandes entreprises étrangères dans la ville. Le tourisme s'est ainsi considérablement développé ; près de 40 % des logements du centre historique leur sont destinés, tandis que bars et restaurants remplacent les commerces. L'arrivée de nouveaux habitants travaillant pour de nombreuses entreprises nationales et internationales a permis d'élever de 14 % le salaire moyen entre 2017 et 2023 (qui reste toutefois inférieur à la moyenne espagnole). En conséquence cependant, le coût de la vie a fortement augmenté, obligeant de nombreux natifs à quitter le centre. Les loyers ont bondi de 31 % entre janvier 2022 et janvier 2023  – la plus forte hausse du pays – tandis que le nombre de biens à louer a chuté de 27 % au cours de la même période.
L’observatoire municipal d’environnement urbain de Malaga a alerté sur la « gentrification à grande échelle » de la ville. « L’augmentation continue des prix » des logements provoque « le déplacement d’une partie considérable de la population résidente vers l’aire métropolitaine de Malaga ».

## Transports
L’aéroport de Malaga se trouve à 8 km de la ville et à 5 km de Torremolinos, et est relié aux principales villes de la Costa del Sol et de l’arrière-pays.
Plus de 80 compagnies internationales opèrent dans cet aéroport, lequel a enregistré au cours des dernières années un flux de 13 millions de passagers en moyenne. Le trafic aérien se concentre principalement sur l’Union Européenne ; Londres-Gatwick est la destination ayant le plus de voyageurs.
Le port de Malaga compte une ligne régulière de ferries rejoignant quotidiennement Melilla et constitue le deuxième port péninsulaire, derrière Barcelone, en termes de destinations de croisières. Le port est l'objet d'un ambitieux projet visant à mieux l'intégrer à la ville et à l'équiper d'espaces ouverts avec jardins, d'installations culturelles, de restauration et de loisirs.
La gare María Zambrano (es), nommée en l'honneur d'une philosophe, reçoit les trains de banlieue (réseau Cercanías) et interprovinciaux, lesquels relient la capitale malaguène aux autres villes de la péninsule. La ligne à grande vitesse (train AVE), inaugurée en 2007, accomplit le trajet Malaga-Madrid en 2h30. Depuis la mise en service du train AVE Madrid-Barcelone, le trajet Malaga-Barcelone peut se faire en train à grande vitesse sans avoir à changer de train à Madrid, ce qui raccourcit la durée du trajet entre les deux villes.
Inauguré en 2014, le métro léger de Malaga est constitué de deux lignes. À terme, deux autres lignes devraient relier les plus importants quartiers de la ville (Camino de Suárez, Suárez).

## Galerie

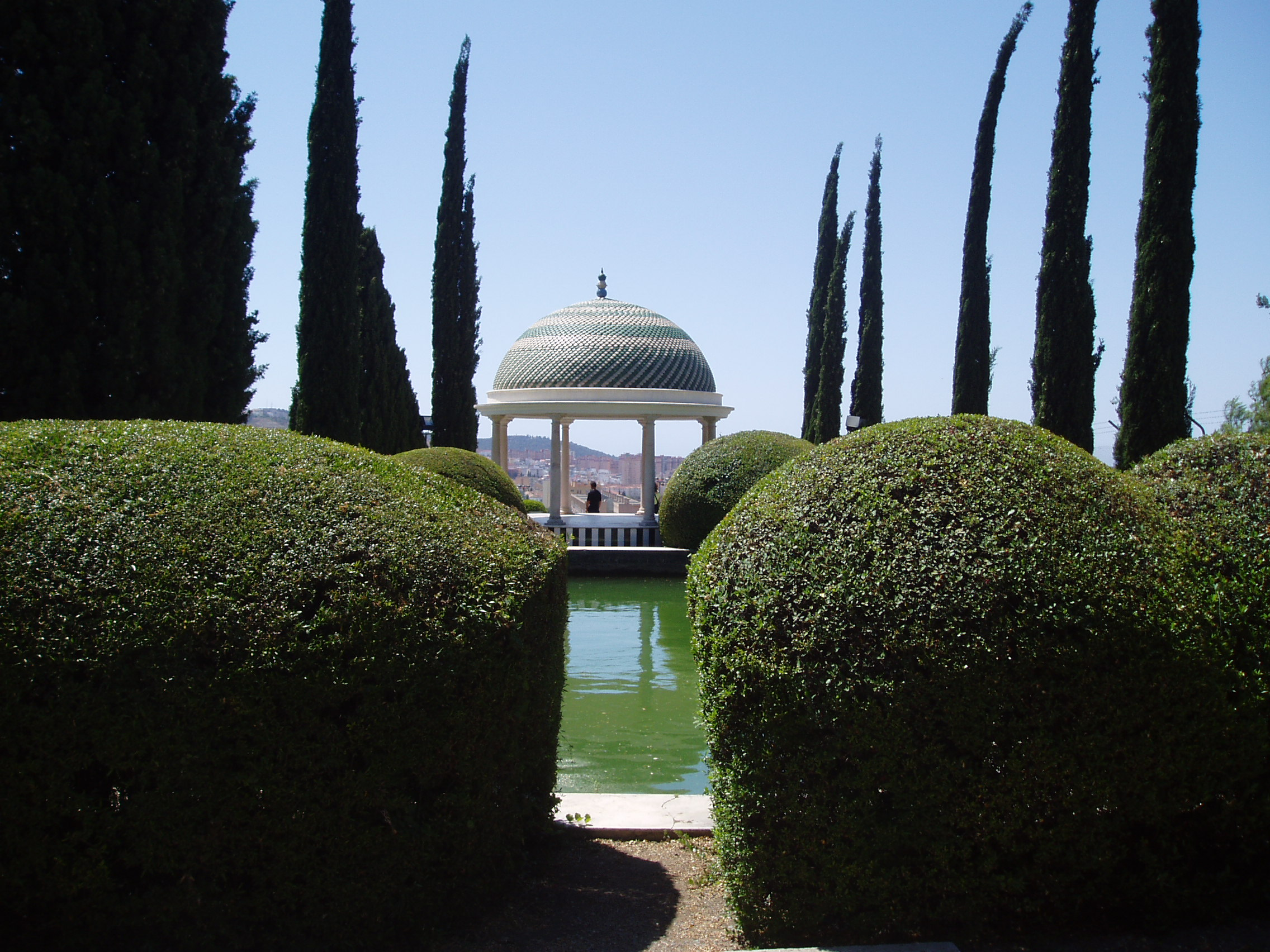
Jardin botanique de La Concepcion
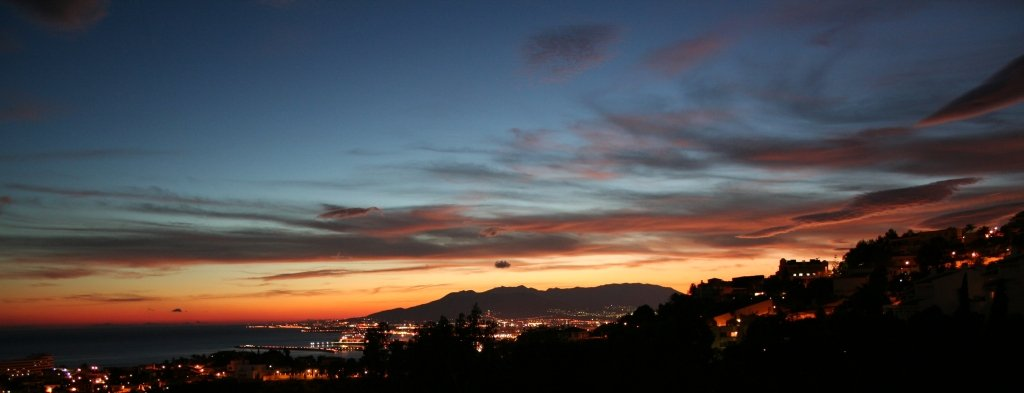
Coucher de soleil
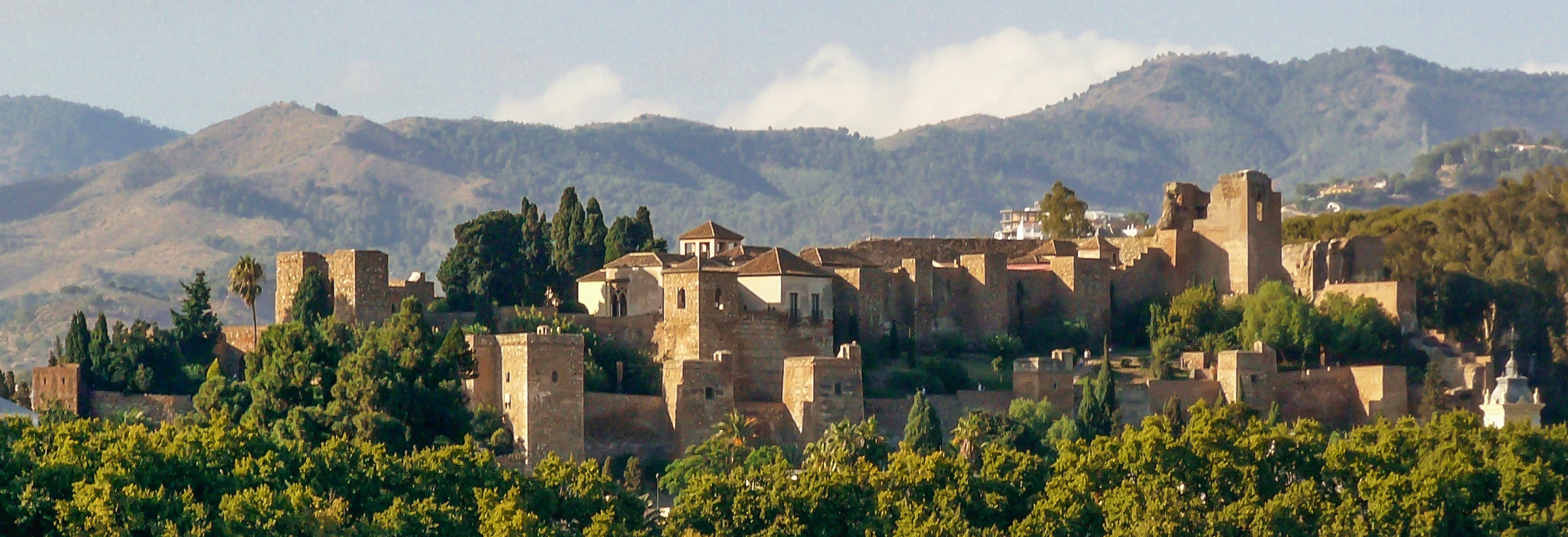
Alcazaba
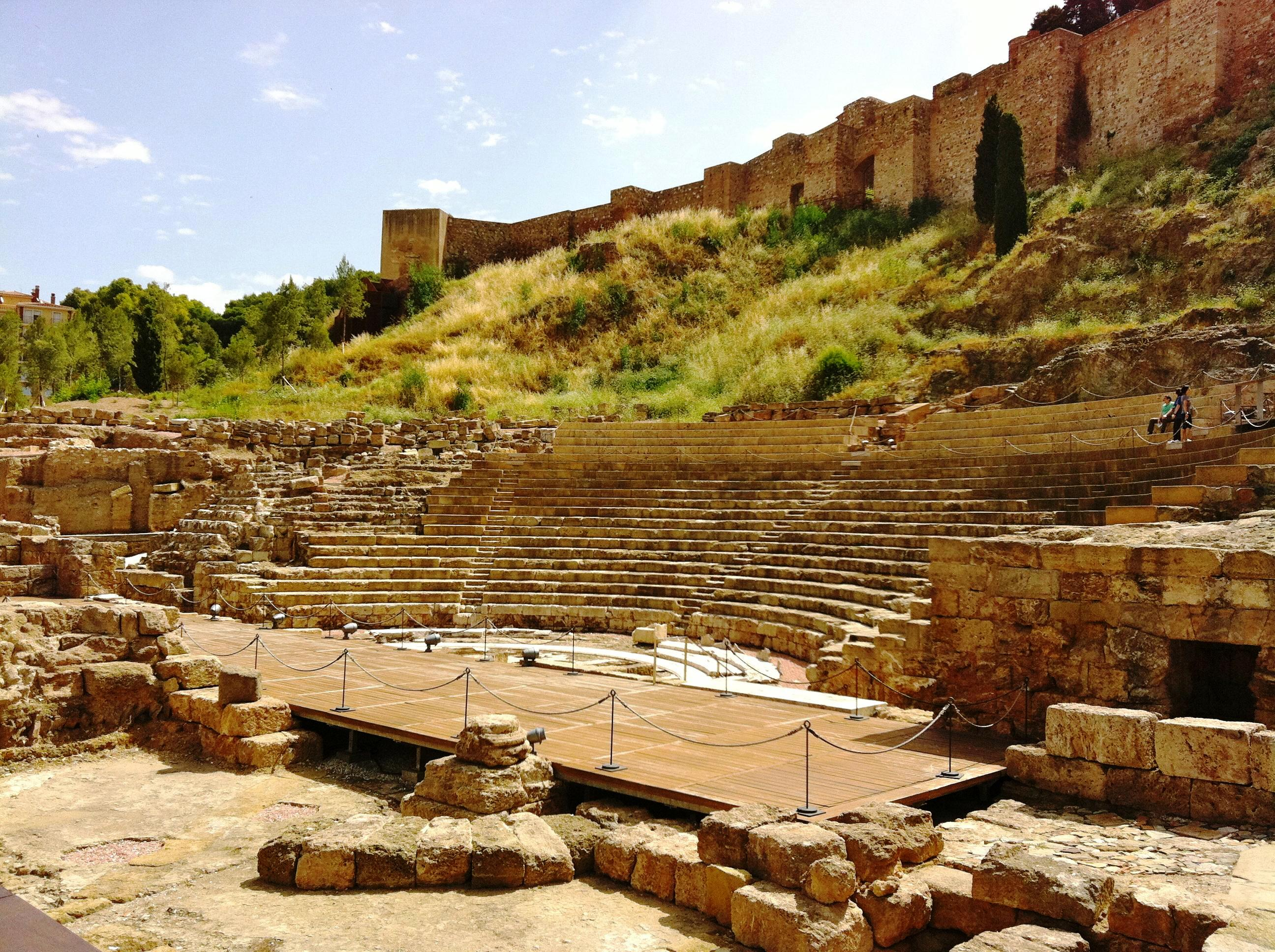
Théâtre romain
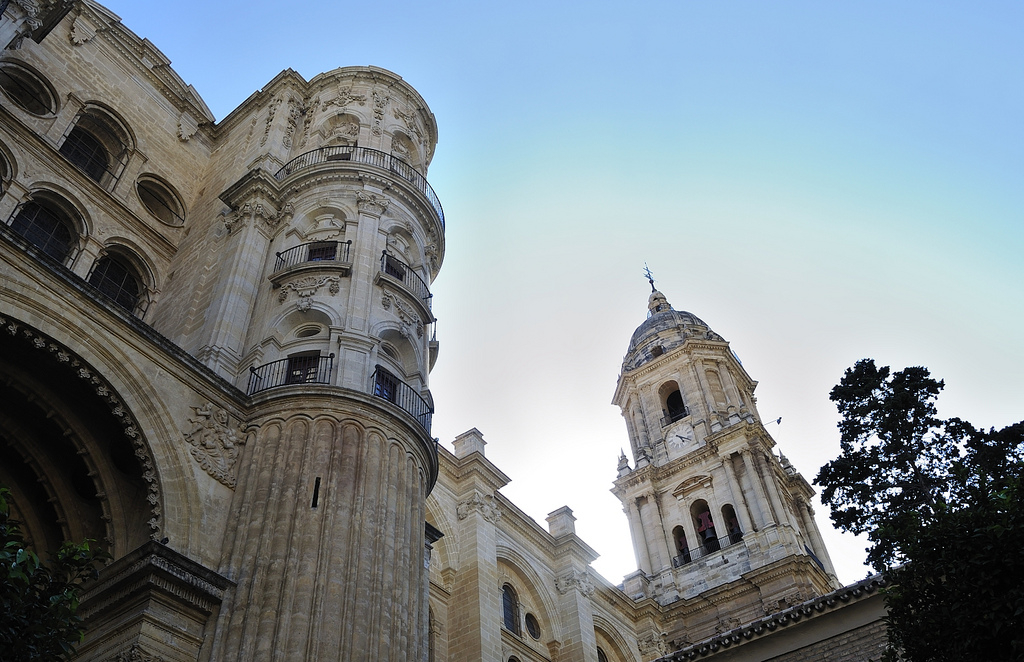
Cathédrale de Malaga
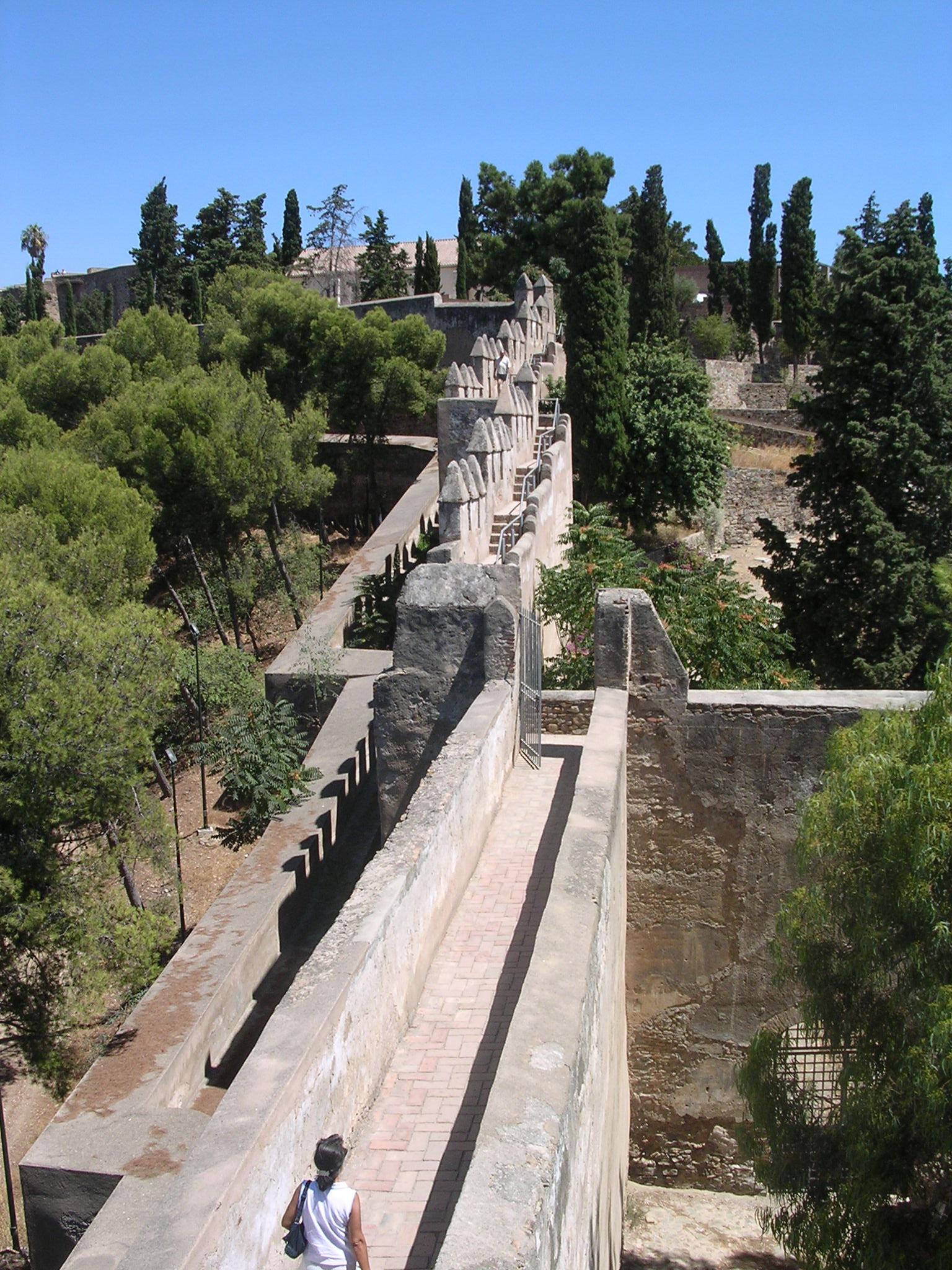
Château du Gibralfaro
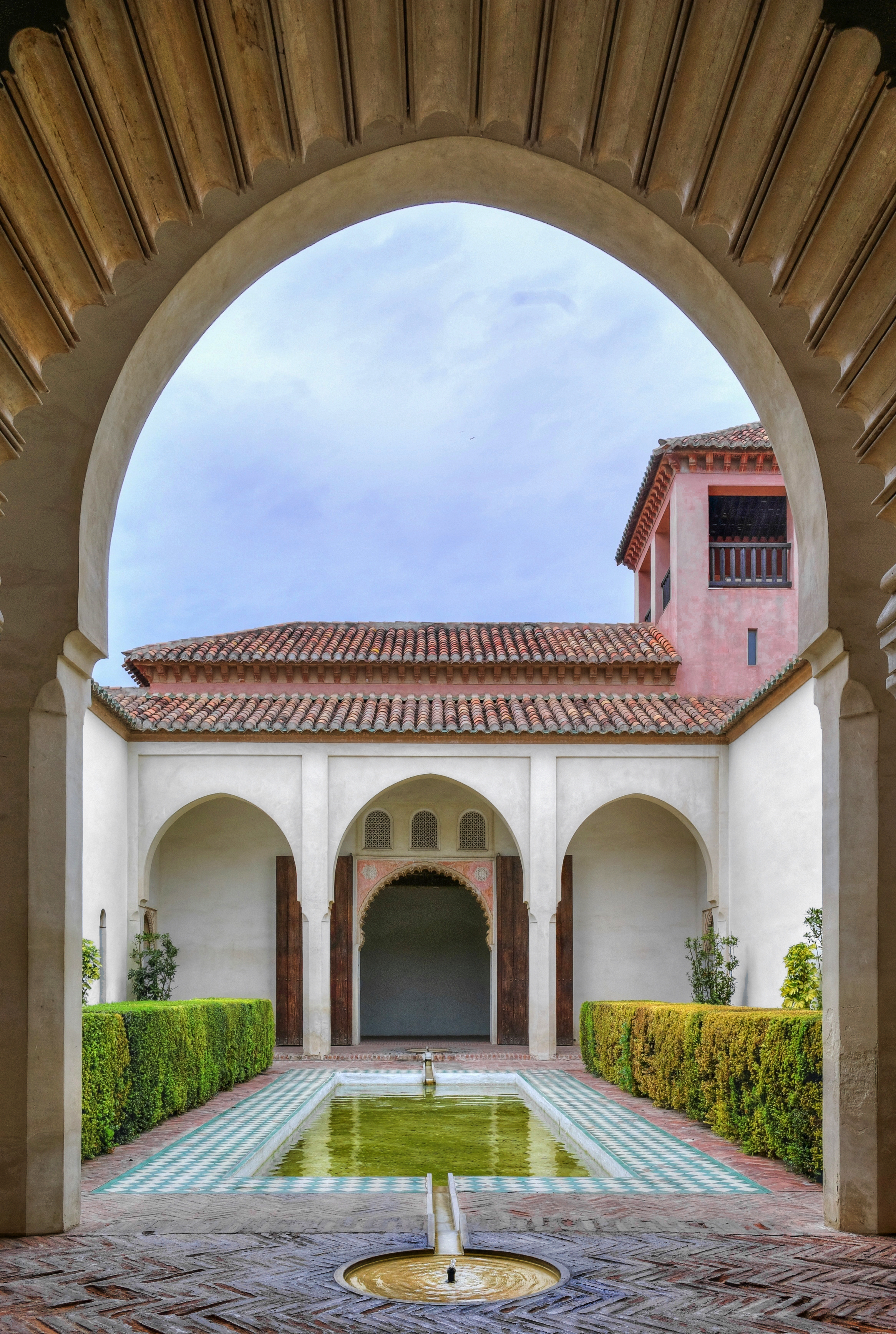
Patio, Alcazaba
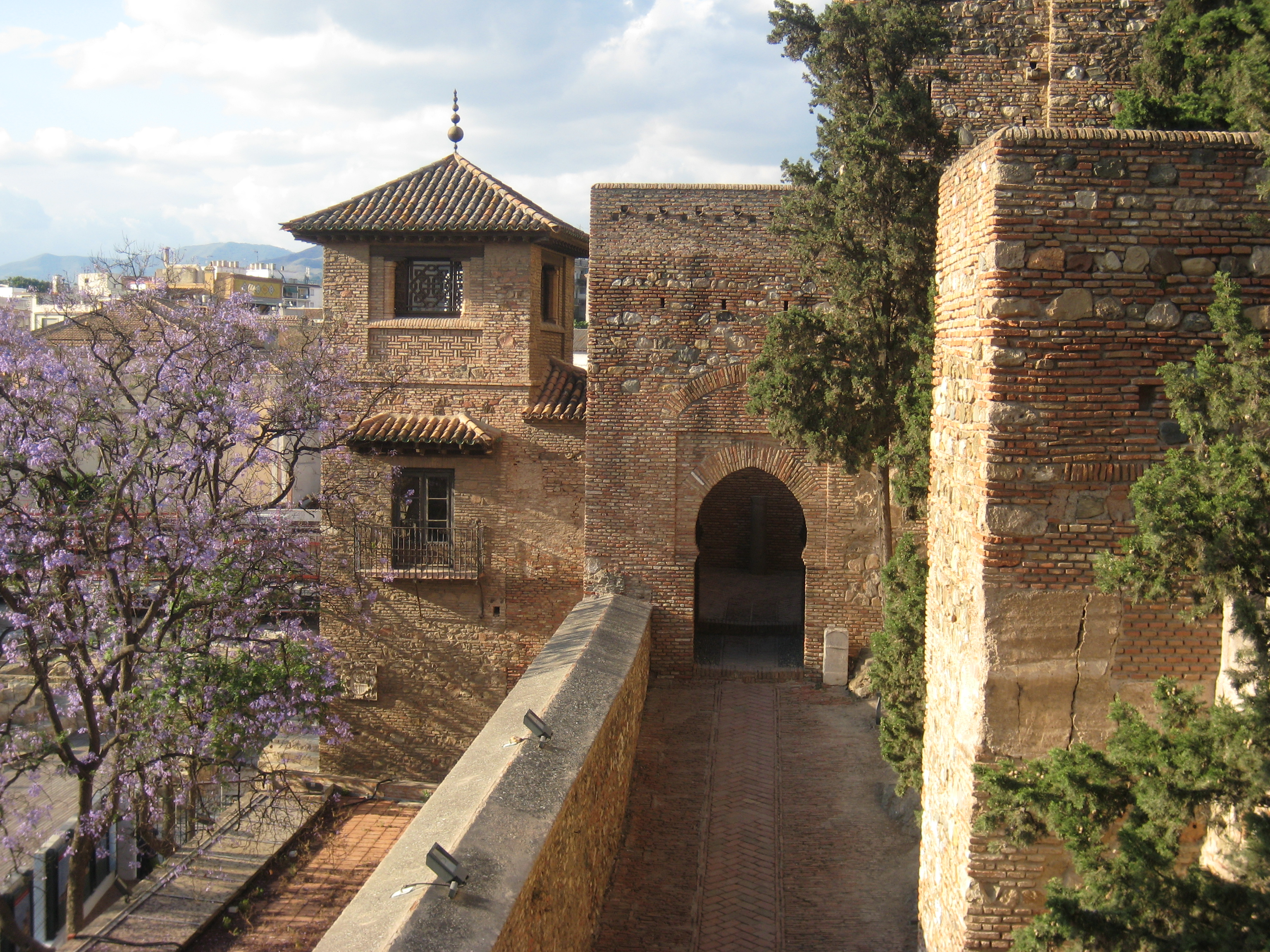
Alcazaba
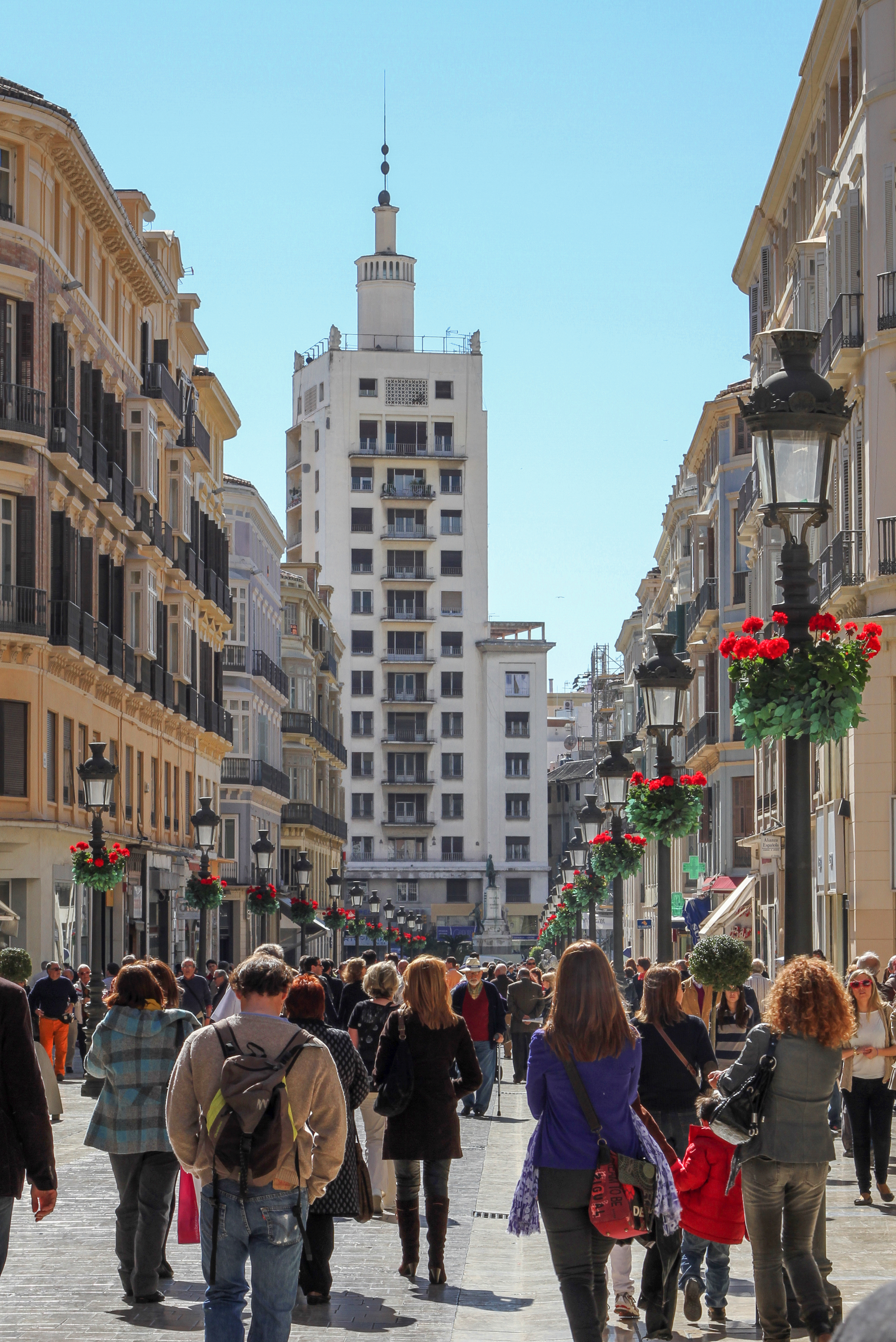
Rue Marqués-de-Larios.
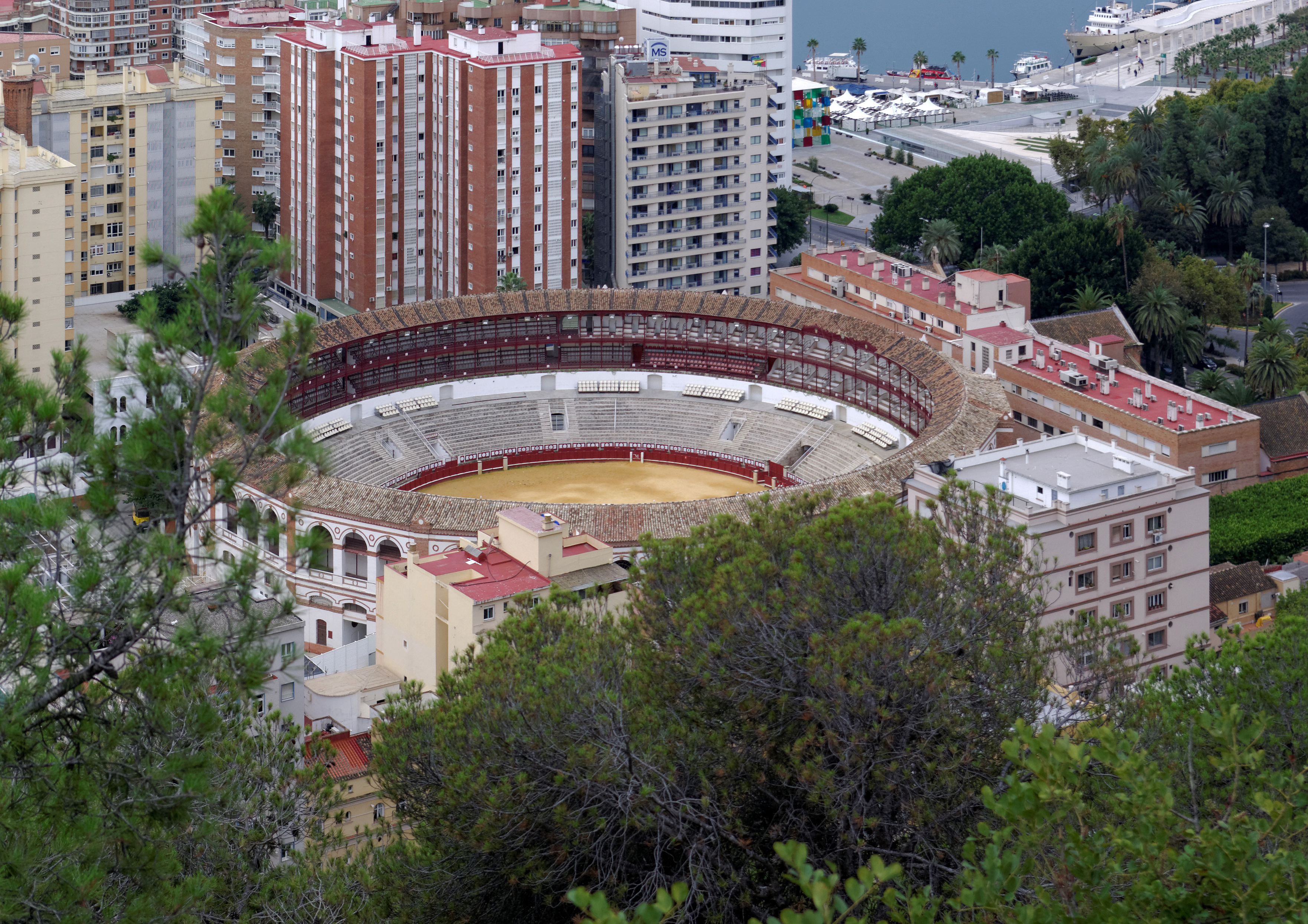
Arènes de Malaga
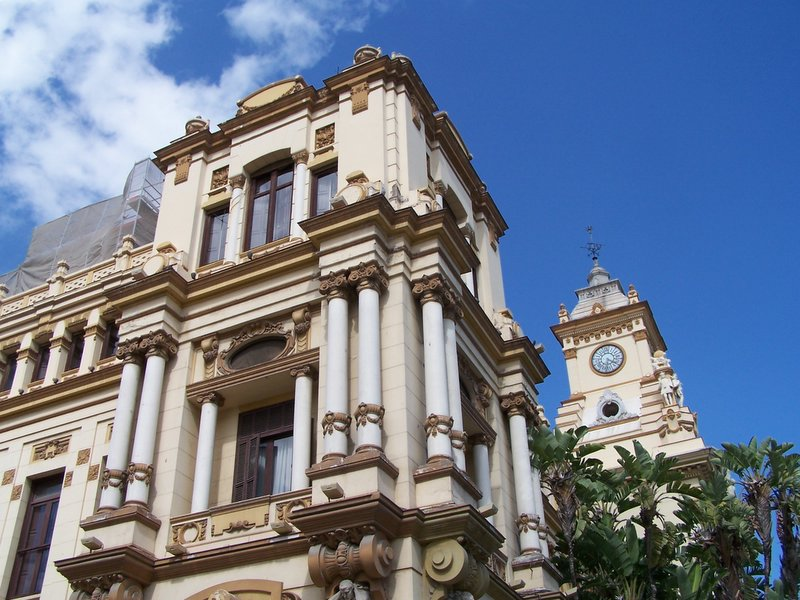
Mairie de Malaga
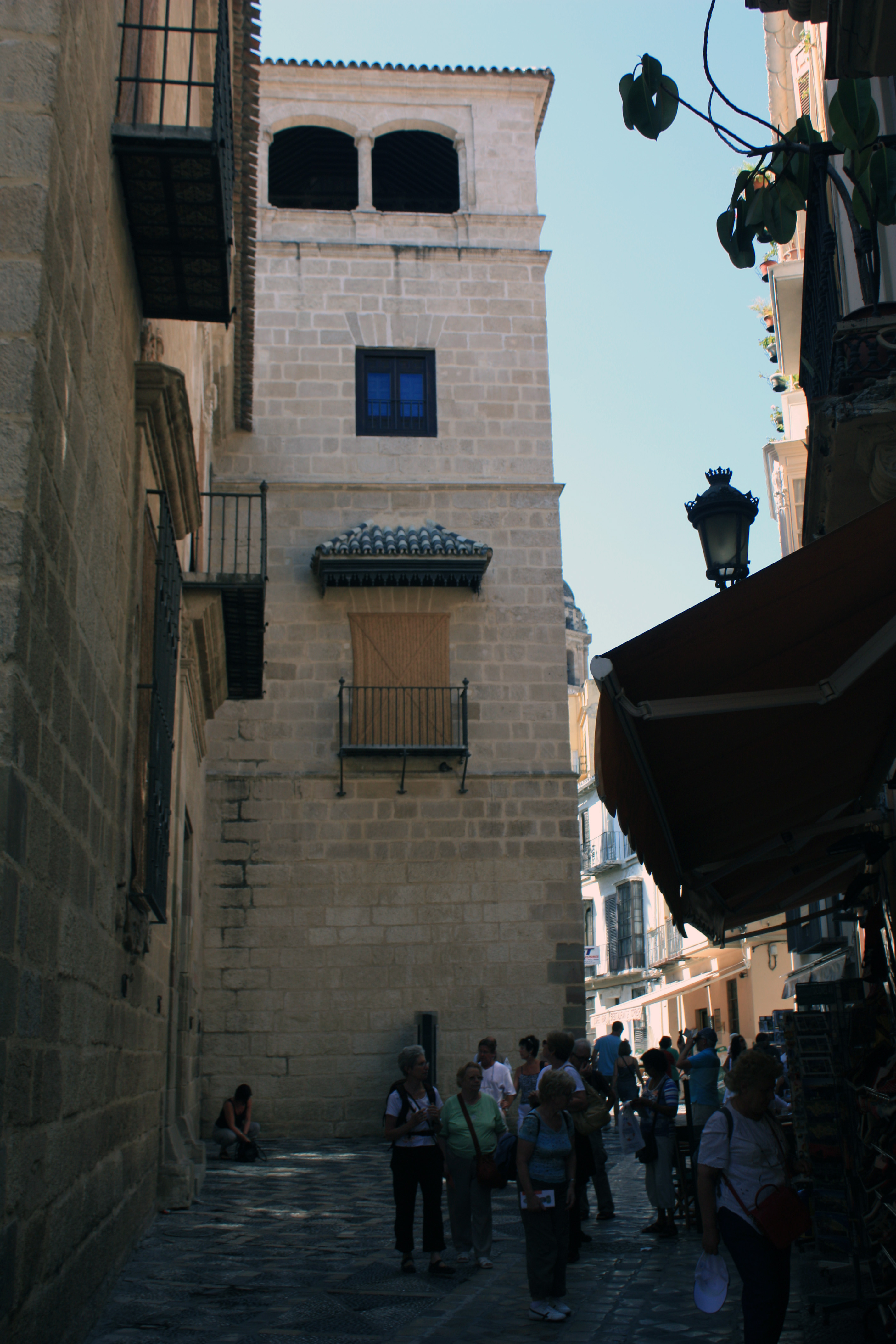
Musée Picasso
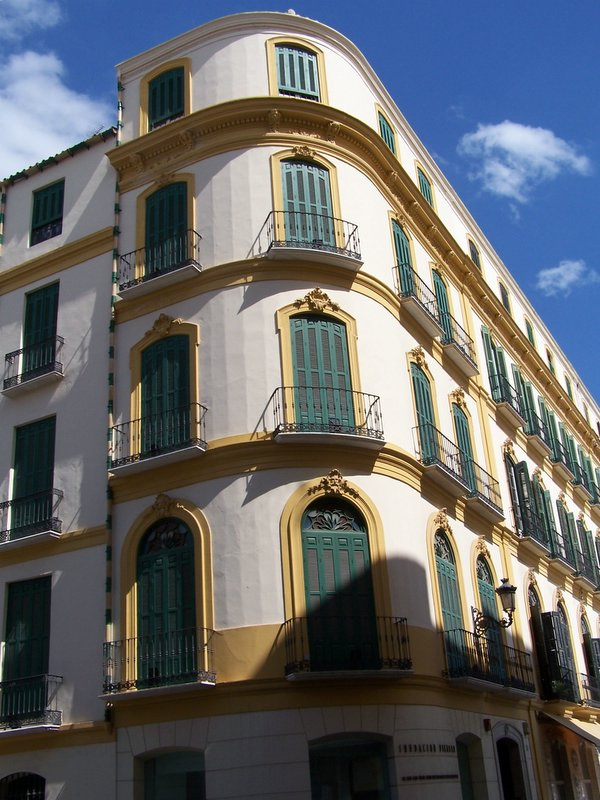
Maison natale de Picasso

## Personnalités liées à Malaga

### Personnalités nées à Malaga ou dans la province
- Salomon ibn Gabirol (vers 1021 - vers 1058), rabbin, poète, penseur.
- Ibn al-Baitar, en arabe ابن البيطار (vers 1197 - 1248), médecin arabo-andalou.
- José de Salamanca, marquis de Salamanca (1811-1883), homme politique, financier et entrepreneur, pionnier des chemins de fer.
- Antonio Cánovas del Castillo (1828-1897), historien et homme politique.
- José Ruiz y Blasco (1838-1913), peintre, père de Pablo Picasso et de Lola Ruiz Picasso.
- Laura García Hoppe (1853-1946), peintre et écrivaine féministe.
- Salvador Rueda (1857-1933), poète.
- Francisco Sancha Lengo (1874-1936), peintre, dessinateur et caricaturiste.
- Pablo Picasso (1881-1973), peintre, sculpteur, graveur et céramiste. L'enfant prodige de Malaga a été le grand artisan de la naissance du cubisme. De sa maison natale de la « Plaza de la Merced » où il fit ses premiers croquis, la ville a mis en place un parcours initiatique retraçant le passage du peintre dans la cité andalouse. La ville compte un musée Picasso.
- Alberto Jiménez Fraud (1883-1964), pédagogue qui a dirigé la Résidence d'étudiants de Madrid.
- Lola Ruiz Picasso (1884-1958), sœur et modèle de Pablo Picasso.
- José Moreno Villa (1887-1955), poète, intellectuel et artiste aux multiples activités.
- Victoria Kent (~1898-1987), avocate et femme politique.
- Manuel Altolaguirre (1905-1959), poète, éditeur, dramaturge et cinéaste appartenant à la Génération de 27. Il fut également critique littéraire et d'arts plastiques, biographe et chroniqueur. Il édita de nombreuses revues et livres d'auteurs classiques comme modernes. Militant républicain, il dut s’exiler après la guerre d’Espagne.
- Ángel Caffarena (1914-1998), poète et éditeur appartenant à la Génération de 27. Il fonde dans les années 1950 la maison d'édition Librería Anticuaria El Guadalhorce, avec laquelle il édite des livres de poésie d'auteurs débutants, dont Pere Gimferrer. Il est académicien de la Real Academia de Bellas Artes de San Telmo (es).
- José Utrera Molina (1926-2017), homme politique.
- Mabel Escaño (1946-), actrice.
- Marisol (1948-), enfant prodige, actrice de cinéma, chanteuse, militante.
- Antonio Banderas (1960-), acteur, réalisateur et producteur de cinéma. Révélé par les films de Pedro Almodóvar, il a aussi connu la célébrité dans des productions hollywoodiennes (jouant Zorro entre autres). En 2019 il fonde un théâtre à Malaga, le Teatro del Soho[14].
- Adelfa Calvo (1962-), actrice.
- Shangay Lily (1963-2016), drag queen et artiste.
- Javier Conde (1975-), matador.
- Pablo Puyol (1975-), chanteur, acteur, et danseur. Il a notamment joué dans la série Un, dos, tres.
- Pablo Alborán (1989-), chanteur et musicien.
- María Dávila (1990-), peintre.
- Alejandro Davidovich  Fokina (1999-), joueur de tennis.

### Autres personnalités
- Hans Christian Andersen a séjourné à Malaga à l’automne 1862 et en a parlé de façon élogieuse[15] ; il est honoré par une statue de bronze de José María Córdoba sur la plaza de la Marina ;
- Jerónimo Cuervo (1838-1898), architecte, est l’auteur de nombreuses réalisations à Malaga ;
- Carlos Luis de Funes de Galarza (1871 - 19 mai 1934), père de Louis de Funès, est mort à Malaga et repose en son cimetière ;
- Arthur Koestler a vécu à Malaga et a raconté la prise de la ville par les nationalistes en 1937 dans son livre Un Testament espagnol[16].

## Monuments et lieux d'intérêt
- l'Alcazaba, forteresse
- la cathédrale surnommée « la Manquita »  (« la manchote »)
- le château du Gibralfaro
- Hôtel de ville de Malaga
- La Fontaine des Trois Grâces
- Le palais épiscopal
- Le jardin botanique historique La Concepción
- Le Monument au marquis de Guadiaro, œuvre du sculpteur Mateu Fernández de Soto[17].

## Sports

### Football
- Málaga Club de Fútbol

### Basket-ball
- Unicaja Málaga

### Arrivées duTour d'Espagne
- 2015 :  Peter Sagan
- 2010 :  Philippe Gilbert
- 2006 :  Team CSC (contre-la-montre par équipe)
- 2004 :  Alessandro Petacchi
- 2002 :  Mario Cipollini
- 2000 :  Alex Zülle (clm)

## Jumelages
| Ville | Ville        | Pays | Pays        | Période     |
| ----- | ------------ | ---- | ----------- | ----------- |
|       | Aqaba        |      | Jordanie    |             |
|       | Barranquilla |      | Colombie    | depuis 2022 |
|       | Damas        |      | Syrie       |             |
|       | Faro         |      | Portugal    |             |
|       | Galveston    |      | États-Unis  |             |
|       | Laâyoune     |      | Maroc       |             |
|       | Manille      |      | Philippines |             |
|       | Melilla      |      | Espagne     |             |
|       | Miraflores   |      | Pérou       |             |
|       | Mobile       |      | États-Unis  |             |
|       | Palerme      |      | Italie      |             |
|       | Passau       |      | Allemagne   |             |
|       | Popayán      |      | Colombie    |             |
|       | Tyr          |      | Liban       |             |
|       | Zacatecas    |      | Mexique     |             |

## Romans
- Théophile Gautier, Malaga. — Le Cirque et le Théâtre, Revue des Deux Mondes, période initiale, tome 31, 1842 (p. 596-623).
- Gamel Woolsey (en), Malaga burning (titre original Death’s Other Kingdom), Pythia Press, 1998.